# İsmail Arar
 (avril 2025).
Si vous disposez d'ouvrages ou d'articles de référence ou si vous connaissez des sites web de qualité traitant du thème abordé ici, merci de compléter l'article en donnant les références utiles à sa vérifiabilité et en les liant à la section « Notes et références ».
Pour les articles homonymes, voir Arar (homonymie).
İsmail Hakkı Arar né en 1921 à Kadıköy (Empire ottoman) et mort le 20 mars 1993 à Ankara (Turquie), est un homme politique et avocat turc.
Diplômé de la faculté de droit de l'Université d'Ankara. Avocat du département d'Assurance des travailleurs et de la direction de gestion des Chemins de fer de l'État de la république de Turquie. Membre du conseil d'administration et vice-bâtonnier du barreau d'Istanbul. Membre du Parti républicain du peuple, député de Kocaeli (1965-1969), d'Istanbul (1969-1973), membre de l'Assemblée consultative (1981-1983). Vice-président de la Grande Assemblée nationale de Turquie (1965-1970), ministre de la justice (1971), de l'éducation nationale (1971-1972), ministre d'État (1972-1973).
Son grand-père paternel İsmail Hakkı de Manastır est un administrateur et écrivain à l'époque d'Empire ottoman, son père Asım Arar est le médecin personnel du président de la République de Turquie Mustafa Kemal Atatürk, son grand-père maternel Mehmet Ali Ayni est un instituteur et gouverneur d'Empire Ottoman, son arrière-grand-père Sırrı Pacha de la Crète est un gouverneur d'Empire Ottoman, sa grand-mère Leylâ Saz est une compositrice et poète de l'Empire ottoman et de la République de Turquie, son oncle maternel de sa mère architecte Vedat Tek est le précurseur du premier mouvement national d'architecture (à l'époque de la fondation de la République de Turquie).